# Kenna

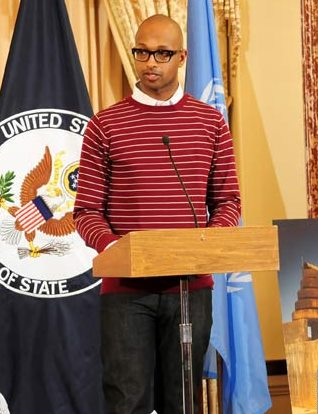
Kenna

Kenna Zemedkun (* in Äthiopien) ist ein US-amerikanischer Alternative-Musiker.

## Lebenslauf und musikalische Karriere
Als ältester Sohn einer Immigranten-Familie, die Äthiopien wegen des dort herrschenden Militärregimes verließ, wuchs er in Virginia Beach und in Cincinnati auf. Er entdeckte sein Interesse an der Musik, als er ein Exemplar des Albums The Joshua Tree von U2 erhielt. Die Werke der Beatles sowie von Stevie Wonder, The Cure und The Cars dienten ihm als zusätzliche Inspiration. Malcolm Gladwell widmete ihm ein Kapitel in seinem Bestseller Blink. Die Macht des Moments von 2005.
Seine erste Single Hell Bent wurde mit dem Kurzfilm More 2001 auf MTV ausgestrahlt. Am 10. Juni 2003 folgte sein Debüt-Album New Sacred Cow. Die Veröffentlichung verzögerte sich zunächst wegen der chaotischen Suche nach einem Label. Im Sommer 2003 ging Kenna mit Dave Gahan, dem Frontmann der Band Depeche Mode auf Tour. Sein Album, das von Chad Hugo von The Neptunes koproduziert wurde, mit dem Kenna gemeinsam die Highschool besuchte, enthält Elemente der elektronischen Musik, des Synthie-Pop, Post-Rock und House. Die Singles Sunday After You und Freetime folgten.
Kennas zweites Album Make Sure They See My Face, an dem Hugo ebenfalls mitwirkte, erschien nach mehrfacher Verzögerung am 16. Oktober 2007. Die Inspiration für dieses Werk holte sich Kenna beim Versuch, den Kilimandscharo zu besteigen, den er jedoch abbrechen musste, weil er unter einer allergischen Reaktion litt. Um die wartenden Fans zu beruhigen, veröffentlichte er vorab den Titel Face the Gun, der ursprünglich nicht zum Album gehören sollte, jetzt aber in die Tracklist aufgenommen wurde. Der Titel Better Wise Up erschien pünktlich zum Super Bowl. Am 6. Oktober 2006 gab es die Premiere von Out of Control (State of Emotion) von Kennas EP Black Goodbye Ride mit Mark Ronson. Der Titel wurde auch auf der PlayStation Portable verwendet. In 2008 trat er auf im Arte Programm One Shot Not.
Kenna lieferte auch Beiträge für Alben anderer Bands, die mit Chad Hugo oder The Neptunes in Verbindung standen. Dazu gehörten die Titel Spiral auf William Orbits Album Hello Waveforms sowie Red to Black und The Hard Way auf dem Album The Rising Tied von Mike Shinodas Fort Minor. Auf Mark Ronsons Album Version singt er eine Coverversion von Ryan Adams’ Titel Amy. Er trat im Video zu Kelis’ Single Young, Fresh n' New auf, schrieb mit an der Single Clutch von Shea Seger und war an Titel This Is My World von Darius Rucker beteiligt. Er unterstützte außerdem Ashlee Simpson bei deren drittem Album.
Am 7. Juli 2007 eröffnete Kenna das Live-Earth-Konzert in East Rutherford. Am 16. Oktober 2007 erschien sein zweites Album Make Sure They See My Face. Der Titel des Albums wurde von Pharrell beeinflusst, der den Künstler immer wieder davon überzeugen sollte, dass er sein Gesicht auf dem Album zeigen sollte.
Sein Song Say Goodbye to Love wurde bei den Grammy Awards 2009 für eine Auszeichnung als Beste Urban-/Alternative-Darbietung nominiert.
2011 veröffentlichte Kenna die Extended Play Land 2 Air Chronicles I: Chaos and the Darkness, dieser sollten 2013 zwei Extended Plays unter dem Titel Land 2 Air Chronicles II: Imitation Is Suicide Chapter sowie ein Album folgen. Das Konzept war vom Film Inception beeinflusst. Tatsächlich erschienen allerdings nur drei EPs zur Fortsetzung von 2011.

## Diskografie

### Alben
- 2003 New Sacred Cow
- 2007 Make Sure They See My Face

### EPs
- 2007: The Black Goodbye
- 2011: Land 2 Air Chronicles I: Chaos and the Darkness
- 2013: Land 2 Air Chronicles II: Imitation Is Suicide Chapter 1
- 2013: Land 2 Air Chronicles II: Imitation Is Suicide Chapter 2
- 2013: Land 2 Air Chronicles II: Imitation Is Suicide Chapter 3

### Singles
- 2001 Hell Bent
- 2003 Sunday After You
- 2003 Freetime
- 2006 Out of Control (State of Emotion)
- 2006 Better Wise Up
- 2007 Say Goodbye to Love